# Атира
Атира — это богиня матери-земли у индейцев племени пауни. Согласно индейской мифологии она была женой Тирава, бога-творца. Земным проявлением этой богини считалась кукуруза, которая символизировала жизнь. Богиня почиталась на церемонии, называвшейся «Hako». На ней початок кукурузы или маиса, окрашенные в синий цвет, символизирует небо, а прикреплённые к ней белые перья — облака, как символ самой богини. У неё также была дочь «Uti Hiata», которая научила людей делать инструменты и выращивать растения.
Имя данной богини было присвоено околоземному астероиду (163693) Атира.